# 술회색랑구르
술회색랑구르 (Semnopithecus priam)는 구세계원숭이의 일종으로, 랑구르 중 하나이다. 이들은 다른 회색랑구르처럼 잎을 먹는 원숭이이다. 인도 남동부와 스리랑카에서 발견된다. 타라이회색랑구르(Semnopithecus hector)와 카슈미르회색랑구르(Semnopithecus ajax)와 같은 여러 회색랑구르속(Semnopithecus) 종의 학명은 일리아스(The Iliad)의 등장 인물들의 이름에서 유래하였다.